# Barrie Keeffe
Barrie Keeffe (* 31. Oktober 1945 in London; † 10. Dezember 2019 ebenda) war ein englischer Schriftsteller, Drehbuch- und Hörspielautor.

## Leben und Wirken
Der aus dem Londoner East End stammende Keeffe trat nach dem Abbruch der Schule zunächst im National Youth Theatre of Great Britain als Amateurschauspieler auf. Er jobbte unter anderem als Fabrikarbeiter, Getränkeverkäufer und Totengräber, bis er eine Beschäftigung als Reporter für eine Lokalzeitung im Londoner East End fand.
1969 erschien sein erster Roman Gadabout, der das soziale Umfeld seiner Jugendzeit thematisierte. Sein erstes Theaterstück war 1973 Only a Game über die Karriere eines Fußballspielers. 1977 hatte er großen Erfolg mit der am Solo Poly Theatre uraufgeführten und vom Royal Court Theatre übernommenen Trilogie Gimme Shelter – Helden ohne Hoffnung (Gimme Shelter).
In seinen sozialkritischen Stücken griff Keeffe immer wieder auf persönliche Kindheits- und Jugenderfahrungen im Londoner East End am Rande der Wohlstandsgesellschaft zurück. Nach seinen eigenen Worten wollte er den Menschen eine Stimme geben, die sonst keine haben.

## Werke

### Theaterstücke
| - Only a Game (1973) - A Sight of Glory (1975) - Scribes (1975) - Here Comes the Sun (1976) - Gimme Shelter – Helden ohne Hoffnung (Gimme Shelter, 1977) - A Mad World My Masters (1977, 1984) - Barbarians (1977) - Frozen Assets (1978) - Sus (1979) - Bastard Angel (1980) - She's So Modern (1980) | - Black Lear (1980) - Chorus Girls (1981) - Better Times (1985) - King of England (1988) - My Girl (1989) - Not Fade Away (1990) - Wild Justice (1990) - I Only Want to Be With You (1995) - The Long Good Friday (1997) - Shadows on the Sun (2001) - Still Killing Time (2006) |

### Drehbücher
- Substitute (1972)
- Not Quite Cricket (1977)
- Gotcha (1977)
- Nipper (1977)
- Champions (1978)
- Hanging Around (1978)
- Waterloo Sunset (1979)
- Rififi am Karfreitag (The Long Good Friday, 1981)
- No Excuses (1983)
- King (1984)
- Sus (2010)

### Romane
- Gadabout (1969)
- No Excuses (1983)

## Einzelnachweis
1. ↑  Barrie Keeffe, Writer of Classic British Gangster Movie ‘The Long Good Friday,’ Dies at 74

| Personendaten    | Personendaten                                          |
| ---------------- | ------------------------------------------------------ |
| NAME             | Keeffe, Barrie                                         |
| KURZBESCHREIBUNG | britischer Schriftsteller, Drehbuch- und Hörspielautor |
| GEBURTSDATUM     | 31. Oktober 1945                                       |
| GEBURTSORT       | London                                                 |
| STERBEDATUM      | 10. Dezember 2019                                      |
| STERBEORT        | London                                                 |